# Brazil, Bossa Nova & Blues
Brazil, Bossa Nova & Blues (também conhecido como Brazil Blues e Jazz Impressions of Brazil ) é um álbum de estúdio do flautista americano Herbie Mann, em 1962 pelo selo United Artists.

## Recepção
A Allmusic concedeu 4 estrelas ao álbum, afirmando "Uma versão ligeiramente expandida do flautista Herbie Mann, de 1961-62, apresenta jazz com influências africanas, cubanas e brasileiras neste LP atraente".  

## Lista de músicas
Todas as composições foram do próprio Herbie Mann, exceto as indicadas a seguir (de compositores brasileiros):
1. " Brasil " ( Ary Barroso ) - 4:40
2. “Copacabana” - 6:55
3. "Minha Saudade" ( João Gilberto, João Donato ) - 5:12
4. "BN Blues" - 2:50
5. " One Note Samba " ( Antônio Carlos Jobim, Newton Mendonça ) - 4:26
6. "Me Faz Recordar" (Bill Salter) - 7:55

## Pessoal
- Herbie Mann - Flauta
- Hagood Hardy - Vibrafone
- Billy Bean - Guitarra
- Bill Salter - Baixo
- Willie Bobo - Bateria
- Carlos "Patato" Valdes - Congas
- Carmen Costa - Maracas
- José de Paula - Pandeiro